# La Puebla de Albortón
La Puebla de Albortón es un municipio de España, en la provincia de Zaragoza, comunidad autónoma de Aragón. Tiene un área de 76,81 km². Situada a 483 metros de altitud sobre el nivel del mar, con una población de 138 habitantes (INE 2008) y una densidad de 1,8 hab/km². Se encuentra a 42 kilómetros de Zaragoza, a 20 kilómetros de Fuendetodos, localidad natal del pintor Francisco de Goya, y a 16 kilómetros de Belchite, famoso por la batalla que sufrió en la guerra civil española. 

## Historia

### Origen en la Antigüedad
Algunos autores dicen que La Puebla de Albortón se asienta sobre los restos de Ebora, ciudad citada en la antigüedad por el geógrafo griego Claudio Ptolomeo. Sus habitantes fueron los sedetanos un pueblo íbero que se estableció en el valle medio del Ebro a partir del siglo III a. C.

### Edad Media
La Puebla de Albortón se crea formalmente en el siglo XIV, repoblación tardía llevada a cabo, con pobladores únicamente cristianos, probablemente, desde Belchite. Perteneció al Señorío del Monasterio de Rueda (Sástago)  
Desde 1312, los rebaños de La Puebla de Albortón podían apacentar en los términos de Fuendetodos. 
El triunfo de Pedro IV de Aragón (el Ceremonioso) sobre la Unión en 1348, en la que había militado Pedro Fernández (1349-1386), IV señor de Híjar, obligó a este a vender parte de sus dominios para pagar su rescate, encontrándose entre estos La Puebla de Albortón (llamada por aquella época "La Puebla de Belchite"), que pasaron al conde Luna y, a su través, a los Híjar de nuevo con Juan Fernández de Híjar, el Orador (1400-1456), VI señor de Híjar. 
Posteriormente, la reina María de Luna (Condesa de Luna y Reina de Aragón, casada con Martín I de Aragón) vendió en 1432 al noble Juan de Híjar, el señorío de los lugares y villas de Belchite, Almonacid de la Cuba y La Puebla de Albortón, por la elevada suma de 16.000 florines de oro de Aragón. La Puebla tenía por aquel entonces 350 casas. 

### Edad Moderna
En La Puebla de Albortón (perteneciente al duque de Híjar), no había molino. Los vecinos de La Puebla no podían construir molino ni horno sin licencia, y por ello debían acudir obligatoriamente al molino más cercano propiedad del señor, que era el molino de Belchite. 
En el año 1668, durante el virreinato de Juan José de Austria, hermanastro de Carlos II de España, La Puebla interpuso pleito contra el conde de Híjar, por el poder extremo que aglutinaba. La propia reina regente actuó en el año de 1669 en favor de La Puebla de Albortón. 
A lo largo del siglo XVIII, se fue recortando la jurisdicción de los señores, sobre todo tras los Decretos de Nueva Planta. Sin embargo, seguían nombrando a los jueces, mientras que la justicia del Rey era cara y de difícil acceso.

### SigloXIX
En el siglo XIX La Puebla de Albortón seguía sin molino, debiendo moler en el que había en Samper del Salz, al pertenecer al monasterio de Rueda. 
Las guerras carlistas del siglo XIX no tuvieron gran incidencia en La Puebla. Tenemos alguna noticia aislada como que el 16 de mayo de 1855 “fue avistado, cerca de Puebla de Albortón un grupo de 14 hombres armados, que enseguida desaparecieron hacia Muel”.

### SigloXX
La inauguración en 1904 de la línea de Ferrocarril de Utrillas-Zaragoza, al pasar por La Puebla de Albortón con parada en una estación, resultó un revulsivo para la localidad. La línea fue clausurada en 1966.

### Guerra civil 1936-1939

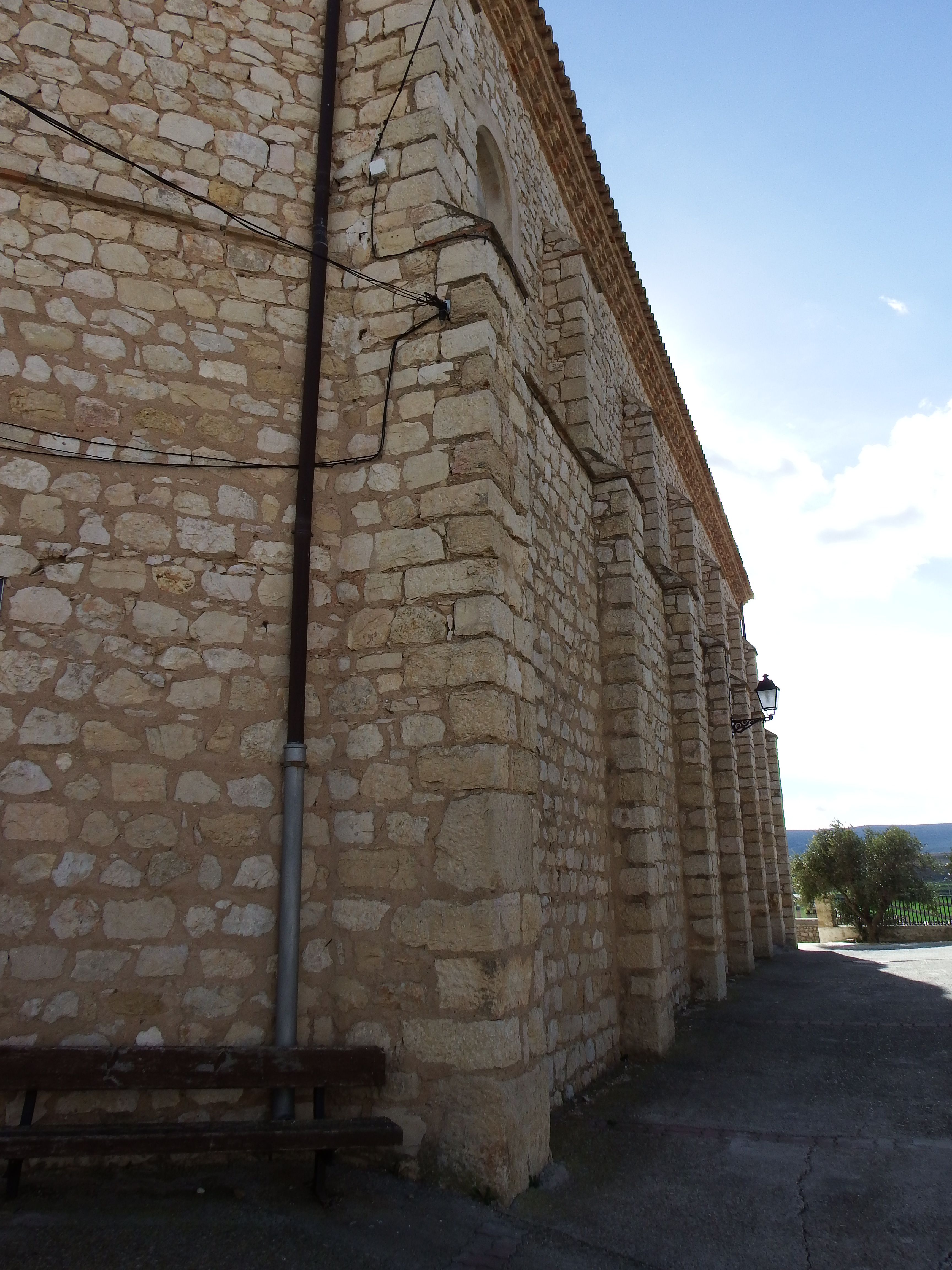

Al inicio de la guerra civil española en verano de 1936, el alcalde de La Puebla de Albortón, Victorián Lafoz y Benedí, que había sido nombrado por los nacionales en julio, se encontraba en Belchite y se opuso a que se fusilara a los republicanos de su pueblo más significados. Por ello fue acusado de masón por los falangistas y fusilado a su vez. Su cadáver permanece en paradero desconocido, aunque es de suponer que por Belchite.
En La Puebla, el 5 de noviembre de 1936, un grupo de falangistas y guardias civiles forasteros e itinerantes, se llevó detenidos a 16 o 17 de los vecinos más significadamente izquierdistas. Fueron fusilados donde la ermita de la Virgen y enterrados en una fosa común del cementerio: Salvador Vintaned, Constantino Vintaned, Gaspar Nadal Langa, Pascual Villanueva, Julián Herrero García, Julián Ordovás Salvador (Labrador domiciliado en Calle del Horno, 5, de 32 años), Eugenio Vintanel, Sebastián Vintanel, Alejandro Brisquis Escosa, Gregorio Nadal Sánchez (Labrador, domiciliado en la Plaza, 10, de 29 años), Pascual Vintaned Romeo, Florencio Nogueras Artigas (domiciliado en Calle Baja, 6), Miguel Villanueva Solanas (domiciliado en Calle del Horno, 4, de 34 años).
Otros tres vecinos de La Puebla, Santos Plou Lamarca, Manuel Pérez Vidal y José Plou, fueron fusilados en Zaragoza. 
Otro vecino, Julián Herrero García, hermano de uno de los fusilados en la ermita, logró escapar al extranjero. Pero pocos años después murió en los campos de exterminio de la Alemania nacionalsocialista. 
Alejandro Brinquis Escosa, de Albalate del Arzobispo ("Albalate Luchador", durante la Guerra), afiliado a la CNT y miliciano en la columna Ortiz, fue muerto en combate en La Puebla de Albortón, el 6 de agosto de 1936, con 18 años. 
Una lápida en la pared la iglesia daba cuenta de los “caídos por Dios y por España” únicamente del bando nacional. 
Durante la republicana ofensiva de Zaragoza entre agosto y septiembre de 1937, muchas familias abandonaron el pueblo casi con lo puesto, por temor a los bombardeos y al pillaje y tropelías de los invasores. Los afines al bando nacional, al menos, huyeron a Zaragoza. 
La Puebla fue bombardeada y muchos edificios destruidos, hasta ser conquistada por el bando republicano, el 27 de agosto de 1937.
Las tropas ocupantes del bando republicano, mayoritariamente anarquistas, probablemente de la Columna Sur Ebro, llamada "Columna Ortiz", quemaron, para calentarse en el duro invierno, casi todos los muebles, obras de arte y demás objetos de madera que encontraron en las casas de los huidos y en los edificios eclesiásticos, con gran destrucción para las gentes de La Puebla y para su patrimonio histórico artístico. 
La Puebla de Albortón fue reconquistada entre el 9 y el 10 de marzo de 1938, por las tropas nacionales al mando del Coronel Fernando Barrón Ortiz, con la 13.ª División (Ejército Franquista) de tropas marroquíes del General Juan Yagüe. También reconquistó Belchite.
Antonio Noval Zaragozano fue el primer alcalde en la posguerra.

## Administración y política
| Período   | Alcalde                     | Partido  |     |  |
| --------- | --------------------------- | -------- | --- |  |
| 1979-1983 | Pedro Manuel Vintanel Lafoz | UCD      |     |  |
| 1983-1987 | Jesús Langa Laglera         | APPDP/UL |     |  |
| 1987-1991 | Generoso Artigas Salvador   | PSOE     |     |  |
| 1991-1995 | Generoso Artigas Salvador   | PSOE     |     |  |
| 1995-1999 | Generoso Artigas Salvador   | PAR      |     |  |
| 1999-2003 | Octavio Calvo Marco         | PP       |     |  |
| 2003-2007 | Octavio Calvo Marco         | PP       |     |  |
| 2007-2011 | Dionisio Anson Méndez       | PAR      |     |  |
| 2011-2015 | Dionisio Anson Méndez       | PAR      |     |  |
| 2015-2019 | Jesús Naval Alconchel       | PAR      |     |  |
| 2019-2023 | Jesús Naval Alconchel       | PAR      |     |  |
| 2023-     | Jesús Naval Alconchel       | PAR      | PAR |  |

| Partido político    | Partido político               | 2003   | 2007   | 2011   | 2015   |
| Partido político    | Partido político               | Ediles | Ediles | Ediles | Ediles |
|                     | Partido Aragonés (PAR)         | 1      | 4      | 4      | 4      |
|                     | Partido Popular de Aragón (PP) | 4      | —      | —      | 1      |
|                     | Chunta Aragonesista (CHA)      | —      | 1      | 1      | —      |
| Total de concejales | Total de concejales            | 5      | 5      | 5      | 5      |

## Demografía
La Puebla de Albortón cuenta con una población de 136 habitantes (INE 2024).
Los habitantes de La Puebla de Albortón o los nacidos en ella son pueblanos. Algunos dicen poblanos.
| Gráfica de evolución demográfica de Puebla de Albortón entre 1842 y 2021                                            |
| |
| Población de derecho según los censos de población del INE Población de hecho según los censos de población del INE |

## Economía
La economía del pueblo se basa esencialmente en cultivos de secano, básicamente cereal, trigo ecológico, que se utiliza en comidas para bebés, pizzas y pastas. 
En 1798 Ignacio Jordán de Asso en su obra Introductio in Oryctographiam et Zoologiam Aragoniae recomendaba: “Todo el terreno confrontante con La Puebla de Albortón es salitroso, y adecuado para la barrilla, cuyo cultivo convendría multiplicar”. En la actualidad, sin embargo, apenas se recuerda el aprovechamiento de esta planta y de cómo estas hierbas, quemadas, se convertían en sosa para fabricar jabón.

### Canteras
En La Puebla de Albortón, en el paraje conocido como "la Plana de las Canteras", a unos tres kilómetros del núcleo urbano, se extrae caliza para ser utilizada como piedra ornamental, también árido y carbonato cálcico.   
Juanelo Turriano, ya en el siglo XVI, en el tratado “Los veintiún libros de los ingenios y de las máquinas”, cita la existencia de piedra franca en el “condado de Velchit y en la Pobla de Alborton”. M. D. Generés habla de los mármoles y jaspes amarillos de La Puebla de Albortón. Antonio Ponz Piquer en el siglo XVIII (tomando datos de Juan Antonio Hernández Pérez de Larrea) indicaba que la mayor parte de los vecinos de La Puebla de Albortón se ocupan en las fábricas de salitre (del que se obtenía pólvora), existiendo en este término “abundancia de mármoles de mezcla, o jaspes, como se llaman vulgarmente, los cuales admiten el mejor pulimento”.
Mármoles famosos de La Puebla son los de la Santa Capilla de Nuestra Señora del Pilar o los de la Catedral del Salvador de Zaragoza (la Seo). También son de La Puebla Pedestales de la estatua de Ramón Pignatelli o la de Alfonso I de Aragón, el Batallador.

## Patrimonio
En los primeros años 40 del siglo XX, José Rocarol, un republicano que estuvo preso del bando nacional, realizó dibujos sobre algunos de los monumentos y edificios, interiores y exteriores, que todavía existían en La Puebla y que resultan un testimonio gráfico histórico artístico inigualable.

### Iglesia de San Sebastián
La fachada renacentista de la iglesia de San Sebastián del Siglo XVI fue muy transformada al ser reutilizada como vivienda. Conserva una hornacina con la imagen del santo.

### Iglesia parroquial de la Asunción
La iglesia parroquial es barroca, de enorme porte que sobresale sobre todo el conjunto de La Puebla. Tenía tres naves, de las cuales la del evangelio (a la izquierda de los fieles), se perdió durante la Guerra civil. Fue reconstruida en 1939. Conserva sólo la nave principal y la lateral de la epístola (a la derecha de los fieles). Cubierta por bóveda de medio cañón, con lunetos. Tiene una torre de ladrillo adosada a la fachada con portada de medio punto y ventana superior.

### Ayuntamiento
El Ayuntamiento era una gran casa-palacio del pueblo en cuesta, de estilo renacentista aragonés, construida en ladrillo con galería superior de arquillos y sobresaliente alero y fachada principal con porche de cuatro arcadas. Dentro tenía una lonja de sillares con tres arcos de medio punto muy rebajados, sobre el central se abría un balcón corrido. Fue destruido en la Guerra Civil y reconstruido con posterioridad, dotando la fachada del amplio balcón. 

### Casas blasonadas
En La Puebla de Albortón había varios linajes de infanzón: los Beltrán, Benedid o Benedit (hoy Benedí), Grassa (hoy Grasa), Salvador, Ordovás, Langa.
El casco antiguo de La Puebla se encuentra en la parte alta, donde hubo varias casas blasonadas en las calles General Franco, Ordovás, San Sebastián y Rosario. Sólo quedan dos blasonadas en 2025. 

### Casa de los Salvador
Entre las casas blasonadas, encontramos la que lleva el escudo de los Salvador, pues Don Rafael Salvador obtuvo su Acta de Infanzonía en 1788.

### Casa de los Ordovás
También se conserva la casa de los Ordovás (en épocas antiguas también escrito Ordobas), que sin embargo ostenta el escudo de los Grassa. En el cuartel superior izquierdo tres veneras de plata (conchas) puestas en triángulo de los Grasa. Cuartel superior derecho parece un águila de sable, propio de los Grasa de Valmadrid con palacio en Zaragoza. Cuartel inferior izquierdo: jaquelado de plata y sinople (tablero de cuadros), propio de los Grasa de Azuara. Cuartel inferior derecho cruz que puede ser de la Orden de Calatrava.
Este escudo puede explicarse por las numerosas alianzas matrimoniales habidas. Así, al menos Tiburcio Ordovás Bernard (nacido en 1672), casó la primera vez con María Grassa, originaria de Belchite, que le dio dos hijos, Juan Jerónimo y Bartolomé. Según Vicente de Cadenas, el blasón propio de los Ordovás es, en plata, una cotiza de gules (una banda estrecha de color rojo atravesando en diagonal el escudo de color plata). 
Por su parte, los hermanos Baltasar y Bartolomé Ordovás Bernard, se cruzaron Caballeros de la Orden de Calatrava el 29 de enero de 1693. Sus expedientes de pruebas de nobleza constan en el Archivo Histórico Nacional.
Diversos caballeros de la familia Ordovás probaron su Infanzonía ante la Real Audiencia de Aragón. Entre otros, Fausto Ordovás en 1788. 
En el predio de lo que fuera el solar de la casa familiar de los Artigas Ordovás, se levanta la Plaza de la Integración, diseñada por el arquitecto Luis Peña. Proyecto financiado por el Estado Uruguayo e inaugurado por el expresidente uruguayo José Mujica, en setiembre de 2015. 

### Busto de José Gervasio Artigas Ordovás
Busto de José Gervasio Artigas, prócer del Uruguay, en la Plaza de la Integración, copia de otro esculpido por el aragonés Pablo Serrano que existe en Montevideo.

### Pasos de la procesión del Viernes Santo
Hasta la guerra civil española, dentro de las casas de los infanzones se podían ver “capillicas” donde se conservaban los Pasos de la procesión del Viernes Santo, construidos y costeados por las familias más ricas de La Puebla. En 1937 durante la Guerra civil, los Pasos fueron quemados. En la posguerra fueron repuestos poco a poco por estas mismas familias. Están el Paso la Oración de huerto de los Ordovás, el de los Azotes en la Columna, de los Langa, o el Paso del Ecce Homo de los Zaragozano y La Dolorosa. 

### Ermita de Nuestra Señora del Rosario
Ermita de Nuestra Señora del Rosario, de una sola nave en cruz latina y porche adintelado, construida con tapial en estilo barroco, entre los siglos XVII y XVIII. Se encuentra saliendo del pueblo por el camino de la Virgen. 

### La Paridera
A las afueras del pueblo se encuentra La Paridera, construcción tradicional enteramente construida en piedra, que servía para guardar los rebaños. 

### Peirones
En las afueras permanecen en pie cuatro peirones, hitos o mojones tradicionales de Aragón, que servían de humilladero (para rezar de rodillas o recogido, humillado ante los santos) a las salidas de los pueblos: 
Peirón de Santa Bárbara, más allá de la ermita de Nuestra Señora del Rosario, a unos 1.000 m. al norte de La Puebla, entre los caminos Alto de Mediana y de los Vales. 
Peirón del Colache, junto a la "la Casilla del Pilón" que es el apeadero del viejo ferrocarril de Utrillas. 
Peirón de La Virgen del Carmen, entre la carretera a Azuara y la cabañera, unos 1.000 m. al sur del dedicado a San Sebastián.  
Peirón de San Sebastián, en la carretera de Azuara a unos 1.000 m. al norte del llamado de la Virgen del Carmen. Su edículo se encuentra partido en el suelo. 

### Estación de tren de La Puebla de Albortón
Antigua estación de tren de la línea del ferrocarril de Utrillas-Zaragoza, del año 1904. 

### Pilastra del Barranco de La Hoz
De esta misma línea del ferrocarril de Utrillas, se conserva la pilastra del barranco de Lahoz (otros le llaman Foz de Zafrane), monumental de 42 metros de altura, que sostenía un puente ferroviario de hierro, construido sobre el despeñadero. La pilastra tiene ligera forma de estípite, decreciendo en anchura conforme asciende. El puente fue destruido durante la Guerra civil, reconstruido en la posguerra, y arrancado durante el desmantelamiento de la línea ferroviaria de Utrillas. 

### Otros recuerdos de la línea del Ferrocarril de Utrillas
También se conservan viaductos en piedra de esta línea ferroviaria. Hay una enorme trinchera excavada para el ferrocarril en plena roca. En 2025 se conserva la casilla de Santa Cristina. 

## Lugares de interés

### La Puebla como decorado cinematográfico
Por el peculiar paisaje de La Puebla, que recuerda al lejano oeste norteamericano, unido a la antigua línea del ferrocarril de Utrillas, en 1967 se rodaron escenas de la película “Los largos días de la venganza”, entre la casilla 43 de La Puebla de Albortón y la 4 de Fuendetodos, al principio de la curva de la herradura. 
En este spaghetti western, con música de Ennio Morricone, intervino el actor Francisco Rabal. 

### Vestigios de la Guerra Civil
En las cercanías de La Puebla de Albortón pueden encontrarse vestigios construidos de la ofensiva de Zaragoza en 1937 durante la guerra civil española. 
Posiciones al norte de Puebla, en las cercanías del vértice Sillero y vértice Carnicero, y al norte del Apartadero de la Princesa, son ramales de piedras. 
Restos de fortines de ametralladoras. En el apartadero de la Princesa han aprovechado los restos de un búnker para convertirlo en vivienda. La posición al norte del apartadero presenta un búnker de pelotón y dos nidos de ametralladora. 
La estación de La Puebla de Albortón conserva una histórica pintada en rojo: “FAI” en uno de los edificios, alusiva a la Federación Anarquista Ibérica y que evidencia el paso de tropas anarquistas del bando republicano. En 2025 es una propiedad privada. 
La entrada norte del túnel del ferrocarril de Utrillas (donde estaba el ejército nacional y en el otro lado el ejército republicano) y el mismo túnel se mantienen desde la Guerra Cvil intactos.

### Yacimientos fósiles
Pueden visitarse en las cercanías de La Puebla, yacimientos fósiles del período Paleolítico, que son estudiados por los paleontólogos.

### Arte rupestre
En la “Hoz de La Puebla” (Foz de Zafrané) existen pinturas de arte rupestre sobre ciervos, cabras y arqueros en el momento de la berrea, cuando los machos luchan por las hembras.

## Fiestas patronales
Las fiestas locales son en San Sebastián (20 de enero), patrón de La Puebla. Las fiestas mayores, que son las de mayor afluencia de veraneantes, se festejan los días 22 y 26 de agosto. También se celebra fiesta patronal, en honor de la Virgen del Rosario, el 7 de octubre.

## Gastronomía
Entre la gastronomía de la zona, destacan el aceite y las olivas, incluidos dentro de la Denominación de Origen del Bajo Aragón. También destaca el cultivo de la vid de larga tradición en la comarca. Y sobre todo el trigo. Existe abundante caza menor. 

## Personas notables
- Victoriano Zaragozano Zapater, afamado astrónomo y médico nacido en La Puebla 1545, que dio lugar al famoso “Calendario Zaragozano”.

- El Licenciado Juan Nadal, fue un poeta a imitación del estilo de Góngora. Debía pertenecer al clero secular, pues era Beneficiado eclesiástico de La Puebla, donde nació y murió (1607-1661).  Perteneció también a la “Academia de los Anhelantes de Zaragoza” con el sobrenombre de “el Ilustrado”.  Mantuvo correspondencia con el también poeta e historiador Juan Francisco Andrés de Uztarroz. Fue incluido por José Manuel Blecua Teijeiro en “La poesía aragonesa del Barroco”, donde podemos leer íntegro su largo poema “A la venida de la Virgen del Pilar a Zaragoza”. [33]

- Miguel de Ambiela, nacido en Albortón en 1666, fue músico y compositor barroco, maestro de capilla en los principales templos de su época.

- Juan Miguel Ordovás y Pelegrín, "De esclarecida Familia de La Puebla de Albortón, donde nació antes de la mitad del siglo XVIII”. Fue Catedrático de Humanidades en Zaragoza y escribió varios libros. Incluido en la “Biblioteca nueva de los escritores aragoneses" de Félix Latassa y Ortín en 1802.

- Juan Antonio de Artigas y Ordovás, nació en 1693 en La Puebla de Albortón, cofundador de la ciudad de Montevideo, fue padre de Martín José de Artigas Carrasco y abuelo de José Gervasio Artigas, uno de los fundadores de la República Oriental del Uruguay.

Juan Antonio Artigas y Ordovás participó en la guerra de sucesión española a favor del pretendiente austríaco, el Archiduque Carlos VI del Sacro Imperio Romano Germánico, puesto que este había garantizado el mantenimiento de los Fueros de Aragón. La última participación de Juan Antonio Artigas en esta guerra fue el 11 de septiembre de 1714, cuando las tropas borbónicas del francés Felipe V de España tomaron Barcelona. La famosa “Diada” o Día de Cataluña, conmemora este acontecimiento. Al perder la Guerra de Sucesión el bando de los Austrias en que luchaba Artigas, se embarcó hacia Buenos Aires, donde se empleó como soldado de caballería. Al poco tiempo se casó, estableciéndose al otro lado del Río de la Plata como cofundador de la ciudad de Montevideo. En esta ciudad nació, en 1764, su nieto José Gervasio Artigas, Prócer de Uruguay.
En los años 30 del siglo XX se rehabilitó la casa familiar de los Artigas Ordovás del siglo XVIII."Casona de dos pisos con balcones de fierro ubicada enfrente de la iglesia de San Sebastián". El alcalde Portao hizo entrega a Sánchez Pueyo de una piedra de la casa Artigas. Existen fotografías de Gerardo Sancho, conservadas en el Archivo de la Diputación Provincial de Zaragoza.
En el año 1950, centenario del fallecimiento de José Gervasio Artigas Ordovás, se instaló en las escaleras de subida hacia la iglesia, un artístico busto de su figura, copia de otro esculpido por el aragonés Pablo Serrano que existe en Montevideo, la capital de Uruguay. Años después, se cambió de lugar y le se retiraron el escudo y las alusiones franquistas. 
El 12 de octubre de 1977, la Federación de Instituciones Españolas de Uruguay, hizo entrega simbólica del solar tradicional de la familia de los Artigas Ordovás al Gobierno de Uruguay. 
El 23 de marzo de 2009, sobre el solar que ocupó la casa de los Artigas Ordovás, el presidente de las Cortes de Aragón y el de Cámara de Representantes de Uruguay, inauguraron la Biblioteca “José Gervasio Artigas”, construida con fondos del Gobierno uruguayo, y donde se conservan libros, placas, medallas, y otros elementos en recuerdo y honor del lugar de nacimiento de Juan Antonio Artigas, abuelo del fundador del Uruguay. 
El 16 de septiembre de 2015, José Mujica, expresidente de Uruguay, inauguró la “Plaza de la Integración”, delante de la iglesia, diseñada por el arquitecto Luis Peña. Proyecto financiado por el Estado Uruguayo. 
Cada cierto tiempo vienen a La Puebla delegaciones de Uruguay, para honrar la memoria de los antepasados de su héroe nacional.